# Peter Rosing (Pastor)

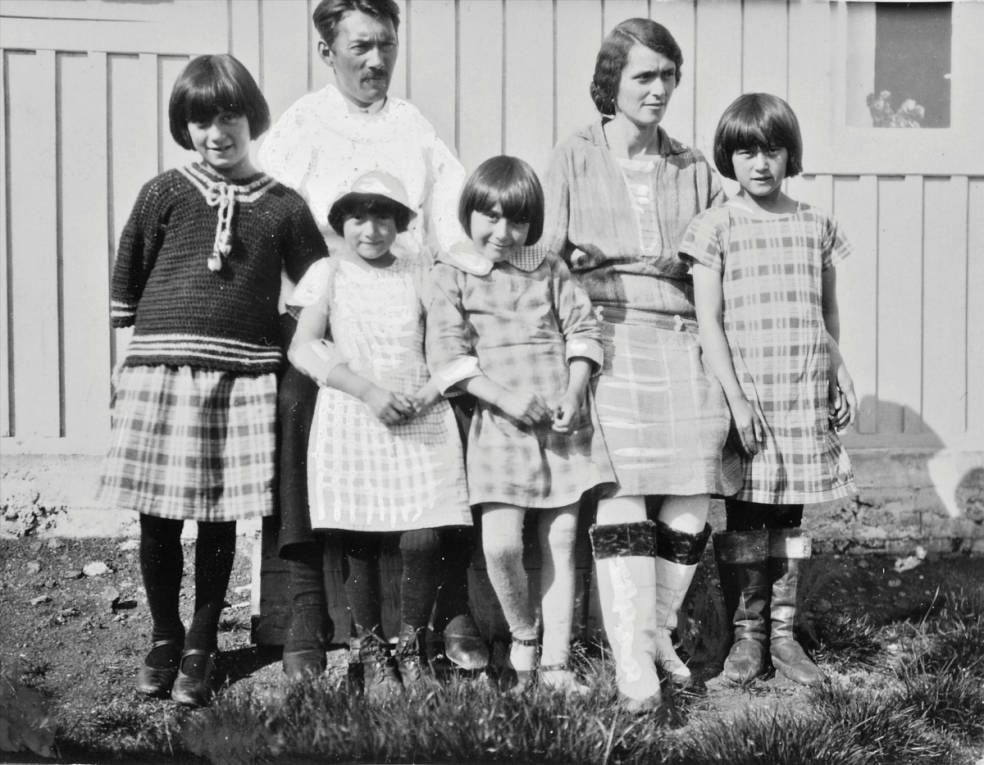
Peter Rosing mit seiner Frau und seinen Töchtern in Ammassalik 1930.

Svend Peter Kristian Rosing (* 9. Januar 1892 in Nuuk; † 27. August 1965 in Ilulissat) war ein grönländischer Pastor und Maler.

## Leben

### Familie
Peter Rosing war der Sohn des Missionars Hans Christian Theodor Rosing (1866–1944) und seiner Frau Malene Karoline Klara Kreutzmann (1869–1943). Seine Brüder waren unter anderem der Schriftsteller Otto Rosing (1896–1965), der Landesrat Jens Rosing (1900–1944), der Landesrat Nikolaj Rosing (1903–1968) und der Künstler Kâle Rosing (1911–1974). Über seinen Vater war er der Enkel der Hebamme Karoline Rosing (1842–1901) und über seine Mutter der Enkel des Malers Jens Kreutzmann (1828–1899). Über seinen Vater war er zudem der Neffe des Künstlers Peter Rosing (1871–1938) und des Landesrats Karl Rosing (1878–?). Er heiratete am 25. August 1918 in Ilulissat Birthe Sophie Agathe Guldager (1898–1971), Tochter des Zimmermanns Jørgen Guldager (1862–1936) und seiner Frau Katrine Sara Lynge (1866–1932).

### Karriere als Pastor
Peter Rosing wuchs in Ostgrönland auf, wo sein Vater als Missionar in der Kolonie Ammassalik tätig war. Nachdem er in 1915 an Grønlands Seminarium in Nuuk seinen Abschluss machte, arbeitete er nach einer Weiterbildung in Dänemark als Oberkatechet. 1918 wurde er in Aasiaat ordiniert und zum Pastor ernannt, bevor er 1920 nach Qeqertarsuaq wechselte. 1922 wurde er nach Ostgrönland entsendet, um dort seinen Vater als Missionar in Ammassalik abzulösen. Bis 1934 setzte er dessen Arbeit mit den neugetauften Ostgrönländern fort. Durch seine Kindheit in Ammassalik kannte er sowohl Sprache als auch die Denkweise der ansässigen Tunumiit und besaß damit gute Voraussetzungen für seine Aufgabe. Nach einem Jahr Urlaub in Dänemark war er von 1935 bis 1937 Pastor in Ittoqqortoormiit, bevor er nach Westgrönland zurückkehrte und von seinem Bruder Otto als Pastor in Ostgrönland abgelöst wurde. Zuletzt arbeitete er im Qeqertarsuaq, Upernavik und Ilulissat, bevor er 1946 pensioniert wurde. 1960 wurde er zum Ritter des Dannebrogordens ernannt.

### Karriere als Künstler
Anstatt Pastor wollte Peter Rosing allerdings zeitlebens lieber Maler werden und hat dies sein ganzes Arbeitsleben über nebenher betrieben. Seine bevorzugten Motive waren Porträts und Landschaften, in denen er viel mit dem Spiel zwischen Licht und Schatten arbeitet. Er wurde sehr inspiriert von der ursprünglichen Kultur, die er bei den Tunumiit wahrnahm, und in seinen Werken tauchen immer wieder Motive alter Sagenwelten auf. Auch einige grönländische Lesebücher hat er illustriert. Zudem lieferte er seinem Bruder Otto das Material für seine ostgrönländischen Familiengeschichten Angákortaligssuit. Etwa 50 seiner Werke sind im Grönländischen Nationalmuseum ausgestellt.

## Werke (Auswahl)
- Kvinde ved tranlampe i sommertelt (1920er)
- Portræt af østgrønlandsk mand med hårgrime (1926)
- Sagnet om manden fra Aluk (1944)